# San Antonio del Táchira
San Antonio del Táchira es una ciudad venezolana, es la capital del municipio Bolívar, ubicado en estado Táchira, Tiene una población de entre 71 630 habitantes. Limita al norte con el municipio Pedro María Ureña, al sur con Junín, al este con Junín y Libertad y al oeste con las ciudades colombianas de Villa del Rosario, y Juan Frío. Es paso obligado atravesado entre la ciudad colombiana de Cúcuta y San Cristóbal, la capital del estado. Como tal está conurbada con la ciudad de Cúcuta, por lo cual hace parte del área metropolitana de Cúcuta, aunque no legalmente.

## Economía
Esta ciudad, de pequeño tamaño, tiene un gran movimiento económico por encontrarse en la frontera y ser uno de los pasos más movidos hacia Colombia desde Venezuela, que se hace principalmente utilizando el Puente Internacional Simón Bolívar que conecta San Antonio del Táchira con Villa del Rosario en el Norte de Santander.
El contrabando también forma parte de la economía de esta zona fronteriza por las diferencias cambiarias representar bajos costos en alimentos y bebidas además de la subvención a la gasolina en Venezuela representa un costo 10 veces menor que en Colombia. El intercambio cultural y comercial con el país neogranadino es único. De hecho, ésta es considerada la frontera más activa de América Latina.
El Aeropuerto Juan Vicente Gómez es el más antiguo del país y el más importante de la región andina. Fundado en el año 1928 sirve como puente aéreo entre Colombia y Venezuela al encontrarse a unos 6 km de la frontera colombo-venezolana.
También con una gran variedad de ventas pequeñas por parte de la gente en esta también se puede sentir identificado San Antonio del Táchira.

## Historia

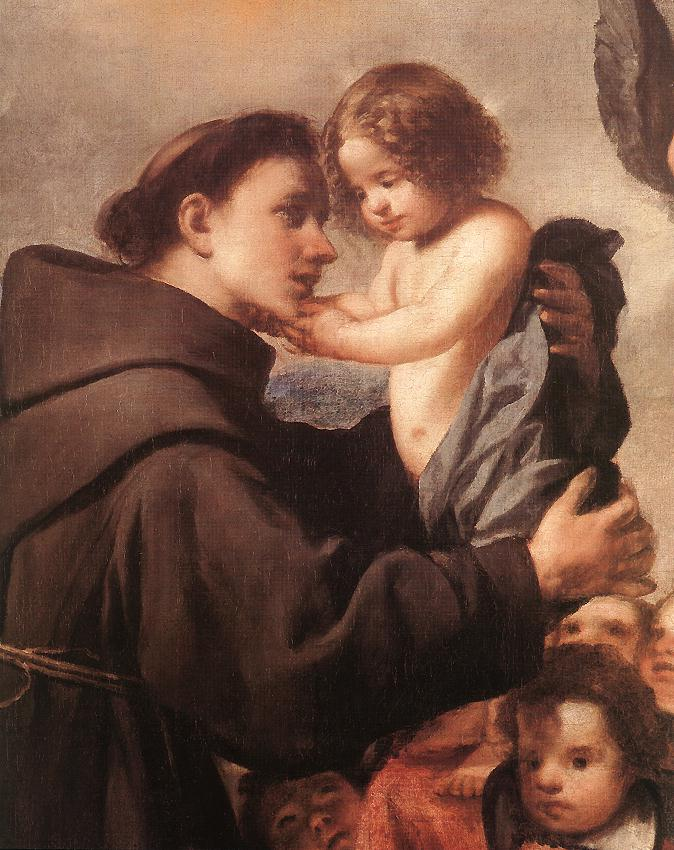
Su nombre rinde homenaje al Santo San Antonio de Padua

En esta ciudad entró Simón Bolívar el 1 de marzo de 1813 al haber culminado la Batalla de Cúcuta, la cual dio inicio a la Campaña Admirable. Esto hecho convirtió al municipio en el primero en respirar la libertad de la opresión que se vivía por parte del imperio español, y gracias al comportamiento por parte de sus pobladores Bolívar le llamó «Villa Heroica».

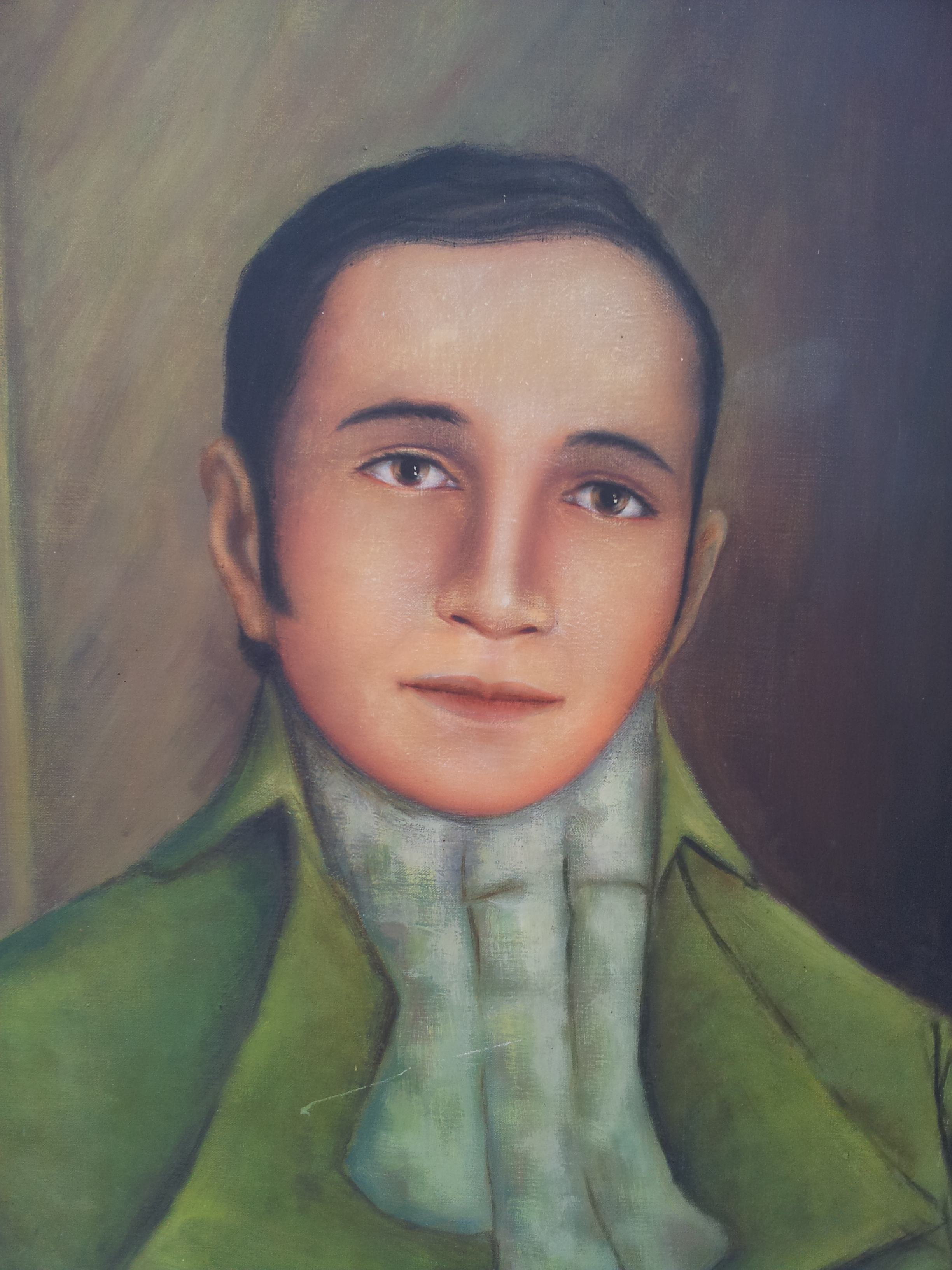
José Cayetano Redondo Moreno

El 13 de junio de 1813 fue decapitado y descuartizado el capitán del Ejército Patriota en San Antonio, Cayetano Redondo Moreno, y sus miembros fueron fijados en los cuatro costados del pueblo por órdenes del capitán realista Juan Bautista Lizón quien había tomado al pueblo el día anterior con el objeto de contrarrestar la invasión militar que dirigía Bolívar. El capitán Cayetano Redondo Moreno es el primer mártir de la Independencia en Venezuela en el inicio de la Campaña Admirable y el bicentenario de su martirio fue conmemorado el 13 de junio de 2013 por el entonces Alcalde Juan Vicente Cañas Alviarez y el Consejo Legislativo del estado Táchira. El 2 de octubre del mismo año y con motivo del aniversario de la ciudad, Mons. Georges Kahhale, exarca Greco-Melquita realizó en la Iglesia Parroquial de San Antonio un réquiem por la memoria del mártir patriota. 
El 21 de octubre de 1810, el pueblo sanantoniense reafirmó su voluntad independentista con la firma del acta de su independencia. En un vibrante discurso, el maestro Antonio María Pérez del Real expresó: “Toda Venezuela, todo reino, la América entera, conozcan ahora a la parroquia de San Antonio, para que la conozcan para elogiar el nombre de un pueblo corto que, a pesar de su miseria, va a dar lecciones de patriotismo a algunos de los cabildos cercanos”.
El 18 de mayo de 1812, las guerrillas patriotas comenzaron a florecer en la frontera. Por resolución del alcalde de la villa de San Antonio, Eleuterio García, se envió una expedición a La Grita con el fin de reunir partidarios y formar tropas para luchar contra los realistas. El 12 de junio del mismo año fue capturado el patriota sanantoniense capitán Cayetano Redondo, quien fue decapitado y descuartizado. Sus restos fueron expuestos en las vías públicas como advertencia para la población.
El 1 de marzo de 1813, el comandante en jefe del Ejército Combinado de Cartagena y de la Unión, Simón Bolívar, pisó tierra venezolana y se dirigió a los ciudadanos de la villa de San Antonio con las siguientes palabras: “Vosotros tenéis la dicha de ser los primeros que levantáis la cerviz, sacudiendo el yugo que os abruma con mayor crueldad, porque defendéis en vuestros propios hogares vuestros sagrados derechos. En este día ha resucitado la República de Venezuela, tomando el primer aliento en la patriótica y valerosa villa de San Antonio, primera en respirar la libertad como lo es en el orden local de vuestro sagrado territorio”.
Mes y medio después, Bolívar regresó a San Antonio para iniciar la Campaña Admirable con 500 hombres comprometidos con su causa. De estos combatientes, aproximadamente 150 eran nativos de la villa de San Antonio.
Su economía dependía de la caza, pesca y agricultura. Construían andenes en las faldas de los cerros, sembraban yuca, maíz, papas, frijoles, lo que demuestra su avance cultural. Dentro de la vida productiva esta la elaboración de chicha, arepa, hallaca, atoles; los vestidos tejidos de algodón los utilizaban en La Mulera por el clima frío de la zona. En el clima cálido (Valle de San Antonio) estaban desnudos y su cuerpo lo pintaban con achiote (annatto).
Se defendían en grupo de los españoles, muestra el sentido colectivo que tenían, ya que unidos eran más fuertes, de allí el tipo de vivienda comunal.
Según el historiador Antonio Gómez Espinoza, los primeros españoles, llegaron a San Antonio por orden de Juan Pérez de Tolosa, aproximadamente en 1546 y luego atravesaron el río Táchira para entrar al valle de Cúcuta. En una crónica referente a San Antonio del Táchira, el Fraile Pedro Aguado, descubrió la forma como en un encuentro entre los españoles e indígenas en 1581, estos se defendieron de los invasores recogiéndose en una gran bohío que tenían como modo de fortaleza, donde resistieron casi a punto de hacerlos retirar.
Servidumbre: Los mulatos esclavos eran parte de la servidumbre. Según un cuadro estadístico que data del año 1825 señala la existencia de 60 esclavos que representan el 1,71 % de toda población (investigación realizada por Marcos Figueroa en el Archivo Antiguo Municipal de San Cristóbal). Para la época duplicaba la Villa de San Antonio en número de esclavos a las Parroquias San Cristóbal, Capacho y Lobatera. Bajo la estructura política, social, económica, religiosa y militar de los españoles, se fusionaron las razas entre los aborígenes y españoles.
Su primer nombre fue "VALLE DEL TACHIRA", los pobladores la mayoría provenientes de Capacho, le llamaban "SITIO DEL TACHIRA", debido a que era un territorio obligado para viajar al centro de Venezuela, teniendo que ingresar a Colombia, hasta llegar al Lago de Maracaibo, tomar barco hasta Curazao y luego a la Guaira. Además por la importancia por ser una zona intermedia entre Pamplona y San Cristóbal.
Para el año 1724, el Sr. Joseph Vichi, era el único propietario de la hacienda ubicada donde actualmente esta asentada la población de San Antonio y en ese mismo año el español Eugenio Sánchez Osorio la compró, quien compareció ante el alcalde de la Villa de San Cristóbal, Gregorio de Bonilla Colmenares, para donar la mitad de esta hacienda para la fundación parroquial.
La idea de tener una comunidad ajustada a los principios legales comenzó a surgir en 1724, con el apoyo de 48 lugareños que ocupaban el caserío provenientes de Capacho Barbascal y Las Dantas, del presbítero Juan Antonio de Omaña Rivadeneyra y Don Eugenio Sánchez Osorio (Quien donó la mitad de una hacienda para la elevación de la parroquia y construir una capilla en honor de san Antonio de Padua) fueron los que lucharon para la fundación de la misma. El nombre de San Antonio de Padua, surge para facilitar el trámite legal ante las autoridades civiles y eclesiásticas de la época, además de ser la voluntad de todos sus fundadores.
Decisión que se estanca debido a la fuerte oposición del Cura de Capacho, Diego González Maizín, decía que los fundadores eran sus feligreses. Tal disputa ante las autoridades eclesiásticas de Bogotá, el Vicepatronato Real, la Gobernación de La Provincia de Mérida y Maracaibo, permaneció por trece años, restableciendo la posición original tomada en 1724. En diciembre de 1737, el presbítero Lic. Juan Antonio de Omaña Rivadeneyra, es nombrado como el Primer Párroco de San Antonio de Padua.
Debido a las disputas y retrasos producidos por las autoridades de la época, para dar visto bueno de aprobación de la parroquia, fue construido el templo en honor de san Antonio de Padua; después de años de espera la comunidad se fue organizando como un típico caserío andino llamado "ZORROCLOCAL" (denominación dada por el árbol "Zorrocloco", abundante en el sector), alrededor de la capilla y el cementerio; donde actualmente está ubicada la Plaza Miranda.
La intención fundadora se realizó el 2 de octubre de 1724, como consta en el Acta de su Fundación, pero 13 años más tarde es cuando se cristalizó el sueño de la fundación de la PARROQUIA SAN ANTONIO DE PADUA, a partir de esa fecha se le conoce como "SAN ANTONIO DEL TÁCHIRA" convertida hoy en la capital del MUNICIPIO BOLÍVAR y punto de referencia de comercio internacional colombo-venezolano.
Después de su fundación y con el transcurrir del tiempo, el poblado fue creciendo convirtiéndose en escenario de importantes acontecimientos que dejaron huella en la lucha de independencia de Venezuela, con el Movimiento Emancipador de los Comuneros, la entrada del Libertador Simón Bolívar el 1 de marzo de 1813, para emprender desde este poblado la Campaña Admirable, la Batalla de Las Cruces, además de ser la Cuna del General Juan Vicente Gómez y Cayetano Redondo, héroes de la Campaña Admirable, motivo por lo que ocupa un lugar importante en la historia de Venezuela. 
Movimientos los comuneros de 1781: Tiene su origen a finales del siglo XIX, cuando el Rey de España, Carlos III, impone sobre Venezuela fuertes impuestos a los agricultores y artesanos, con la finalidad de controlar el ámbito administrativo, fiscal, hacendístico y comercial por su afán de acumular riquezas. Situación que generó malestar en la población tachirense. Es el grítense Juan García de Hevia, quien inicia el Movimiento de Los Comuneros.
Con la llegada de los comuneros procedentes de Colombia a Cúcuta el 17 de junio de 1781, se establecen en la Hacienda "El Trapiche", ubicada en San Luís; el 30 de junio del ese mismo año, el alcalde de San Antonio, Pedro Díaz Aranda (líder del movimiento comunero de la frontera venezolana) y algunos pobladores se entrevistan con los Comuneros de Colombia, luego ingresan a San Antonio realizando anónimos, folletos, volantes donde se oponían a los impuestos, el maltrato que recibían los ciudadanos y las regulaciones para los cultivos, como el tabaco, el licor y la caña de azúcar. En la Plaza Mayor (hoy Plaza Miranda), leyeron las Capitulaciones de Zipaquirá, izaron una bandera carmesí y blanca para que los que quisieran ser comuneros pasaran por debajo de ella; Joaquín Medina, colombiano, colgó una soga a manera de horca, con la finalidad de amedrentar a quienes se opusieran.
La revuelta comunera avanzó triunfante por el Táchira y avanzó por Mérida, tomada el 27 de julio de 1781 al mando del comunero Cornelio Uzcátegui, dispuestos a sublevar a Trujillo encontraron resistencia a la altura de Timotes, con un ejército bien armado que provoca la retirada pacífica de los comuneros el 16 de agosto.
Culminada la revolución comunera vinieron las represalias por parte del gobierno y detienen a Juan José de Omaña Rivadeneira, a Miguel de Omaña Rivadeneira, al procurador Julián Navarro de las Rosas y el antiguo Alcalde Pedro José Díaz de Aranda, a quienes le fueron confiscados todos sus bienes y luego vendidos. Al poco tiempo el Rey de España concedió el perdón.
En este movimiento participaron también el Padre del General Francisco de Paula Santander, Antonio de Omaña Rivadeneira, Jordania González, Rafaela Pineda, Bernardina Alarcón, Salvadora Chacón entre otros.
El Alcalde de San Antonio del Táchira, Arq. Juan Vicente Cañas, denominó el Bulevar en honor a los Comuneros (zona histórica de San Antonio del Táchira), ubicado en la calle 4 con carrera 11 y en la Parroquia El Palotal, un Club lleva su nombre "Club de Los Comuneros", quienes dieron sus vidas en beneficio de la colectividad sanantoniense.
Villa San Antonio y La Independencia: Debido al monopolio comercial, las imposiciones fiscales, la hostilidad de blancos, criollos y españoles, entre otros para la época, es lo que motiva a los pobladores a sumarse al movimiento de Independencia, 185 días después del pronunciamiento de la Independencia de Venezuela (19 de abril de 1810). El 21 de octubre de 1810, el pueblo entero acudió a un Cabildo Abierto y exaltado por el discurso del Maestro Don Antonio María Pérez del Real, se unen a la Junta Suprema de Mérida. El pueblo reasume su autoridad y su libre resolución independentista, con la firma del Acta. Siendo la segunda población del Táchira en enarbolar la actitud independentista. Conocido por la Junta Patriótica de Mérida, los esfuerzos de los pobladores por la independencia, ésta realza el nombre a "Villa de San Antonio".
El 18 de mayo de 1812, la Guerrilla patriótica florece en la frontera. Por resolución del Alcalde de San Antonio, Eleuterio García, envía una expedición a la Grita para reunir partidarios y formar tropas de lucha contra los realistas.
El 27 de agosto de 1812, vinieron las represalias y toman prisioneros a los sanantonienses: Antonio María Pérez del Real, Tadeo Serpa, José María Martínez, Bernardino Uzcátegui, Tomas de La Cruz, Eleuterio García entre otros; sus bienes son subastados y podían disponer de sus haciendas.
Simón Bolívar en la villa heroica: En 1813, Simón Bolívar con la idea de liberar a Venezuela del yugo español, organiza su ejército para marchar a este lado de la frontera. El 1 de marzo de 1813, sitio donde el Libertador Simón Bolívar inició la Campaña Admirable y en la Plaza Miranda, pronunció dos significativas proclamas: una dirigida al patriótico y valeroso pueblo de la Villa de San Antonio y la otra de sus compañeros de armas, los soldados de la Unión y Cartagena. Dentro de los militares se encontraban: José Félix Ribas, Rafael Urdaneta, Antonio Ricaurte, Atanasio Girardot, entre otros. Esta reconquista de Venezuela se inició en San Antonio, Bolívar entra como un héroe el 7 de agosto de 1813 y una vez restablecida la República en octubre de ese mismo año, la Municipalidad de Caracas, lo nombra capitán general de Los Ejércitos Patriotas, concediéndole el título de Libertador de Venezuela.
En 1821 Simón Bolívar, se traslada a Cúcuta, lo que hace que nuevamente pase por San Antonio y aceptado a invitación del Párroco Bernandino Uzcátegui, ingresa a la iglesia y participa en la celebración del Tedeum. En el momento de la bendición, el Libertador dejó su asiento y tomando una bandera, la inclina ante el Santísimo, dando un golpe con el asta en el suelo y exclama: "Solo ante ti, Señor, se deben rendir estos pendones", como muestra de fe del Libertador.
La batalla de las cruces: En el cerro de Alto de Las Cruces se ganó una batalla con valentía, la Batalla de Las Cruces, celebrada el 23 de septiembre de 1819, aporte a la historia de Venezuela en cuanto a la Independencia se refiere.
Simón Bolívar, se encontraba en Bogotá, y al enterarse de que el realista, General Miguel de la Torre se encontraba acantonado en los valles de Cúcuta, da la orden al General Carlos Soublette, para que expulsara al enemigo. Organizando este las tropas y al llegar la avanzada a Villa del Rosario, los realistas conocedores de la presencia de las tipas, huyen a San Antonio. La Torre toma posición en la cima del cerro Alto de Las Cruces, para defenderse de la fuerte embestida a la cual estaba siendo sometido, retroceden y una vez ubicados en la cumbre del cerro pierden posición, luego de varias horas de combate, las sombras de la noche hacen que el combate sea suspendido; La Torre parte derrotado hacia La Grita.
Participación en la guerra federal: Conocida como la revolución social venezolana, durante la dictadura del General José Antonio Páez en 1859. Cuatrocientos treinta combates se realizaron en el territorio venezolano, para derrotar el ejército de Páez, de los cuales quince combates se realizaron en el Estado Táchira. Siendo en San Antonio en junio de 1859, el primero de los combates realizados en estas tierras tachirenses, dirigido por el Comandante Ricardo Castro contra el paecista José del C. García, sufriendo también los federalistas su primera derrota.
Invasiones a territorio de San Antonio: Por ser una zona fronteriza, sirvió como paso de los conservadores y liberales ya sea para compartir ideas, ocultarse o invadir. Hombres armados transitaban por la frontera situación no era de importancia por la Gobernación del Estado, repercutiendo sus hogares en San Antonio. Sin embargo, algunas invasiones armados secuestraban liberales o se lo llevaban. Estas invasiones en parte benefició culturalmente al Municipio Bolívar; los maestros entregaron su saber, aparecieron los primeros periódicos impresos, el comercio aumentó en número y variedad.
Algunos pobladores de Ureña y San Antonio con ideología liberal, acompañaron a asilados a realizar daños en las poblaciones vecinas de Colombia, hasta destruir parte de las instalaciones del Ferrocarril de Cúcuta en 1895.
Terremoto del 18 DE MAYO DE 1875: Esta población ha sabido sobreponerse luego del terremoto del 18 de mayo de 1875, que sacudió gran parte del Estado Táchira y Colombia, entre los poblados que afectó se puede mencionar: San Antonio, Ureña, Capacho, San Cristóbal , Táriba, Palmira, Rubio y Cúcuta (Colombia), pueblo que sufrió mayores daños, debido a que el epicentro se localizó en esa zona, por lo que es conocido por los historiadores como el terremoto de Cúcuta. Catástrofe que dejó tanta muerte, desolación y ruina a sus habitantes, acabó con numerosas viviendas y derrumbó el Templó Católico ubicado al frente de la Plaza Miranda. 
A mediados de 1899, JUAN VICENTE GÓMEZ, nacido en la localidad de La Mulera en 1857, acompañó a su compadre Cipriano Castro en la Revolución Liberal Restauradora, triunfando y apoderándose del gobierno nacional. El 19 de diciembre de 1908, Juan Vicente Gómez, aprovechándose de la ausencia de su compadre Cipriano Castro, que se ausentó del país por motivos de salud, lidera un Golpe de Estado y se hace con las riendas del poder, gobernando a Venezuela de manera dictatorial durante 27 años, hasta que falleció en 1935.
Actualmente el Municipio Bolívar, sigue haciendo historia, orgulloso de sus héroes y heroínas a nivel local y nacional, rinde homenaje a todos aquellos que dejaron como legado la independencia y sobre todo la libertad.

## Medios de Comunicación
Debido a la cobertura de las emisoras radiales de manera cercana que se encuentra en la ciudad de Cúcuta y Villa del Rosario, alcanza su cobertura hacia San Antonio, Ureña e incluso hasta Rubio. 
Lista de emisoras radiales en operatividad en San Antonio del Táchira. 
AM:
- 730 AM - Actualmente la frecuencia está ocupada como frecuencia colombiana de Impacto Stereo 98.2 FM en Villa del Rosario, ya que esta emisora perteneció a la antigua Radio Frontera, estación que fue cerrada en agosto del 2009 durante el llamado Radiocidio. Permaneció en silencio hasta que fue reactivada en el lado colombiano, enlazando con la emisora de Villa del Rosario.

FM:
- Dance Táchira - 89.1 FM (Comercial /emisora propia del Circuito Dance).
- RBI Estéreo - 90.9 FM (Comercial / Independiente).
- Rumberisima - 92.3 FM (Comercial / Independiente).
- Roca Táchira - 92.7 FM (Musical / Emisora propia del Circuito Roca).
- Fiesta Táchira - 93.3 FM (Comercial / emisora propia del Circuito Fiesta de FM Center.
- Radio GNB - 97.3 FM (Militar / emisora afiliada al Circuito Tiuna).
- La Romántica - 98.7 FM (Comercial / emisora propia del Circuito Romántica de FM Center.
- La Megarumba - 99.7 FM (Comercial / Independiente).
- Misionera Radio - 100.3 FM (Religioso / Independiente).
- RNV Táchira - 101.7 FM (Público /Insitucional).
- La Voz Internacional - 103.7 FM (Religioso / emisora propia del Circuito Nuevo Tiempo).
- Radio Órbita - 104.5 FM (Comercial / Independiente).
- Cabina Estéreo - 104.9 FM (Comercial / Independiente).
- Radio Almirante - 106.1 FM (Comunitaria / Independiente).
- Sin Fronteras Estéreo - 106.7 (Religioso / independiente).
- Ecos de la Frontera - 107.5 FM (Comercial / Independiente).
- Radio Visión - 107.9 FM (Comunitaria / Independiente).

Además, otras frecuencias radiales que, tras por orden ejecutiva del cierre por parte de Conatel tanto por motivos administrativos como vencimiento de concesión, terminan por ceder en el lado colombiano, al abrir nuevas emisoras con las frecuencias que pertenecía al otro lado de la Frontera. 
- 97.7 FM - Frecuencia de Wepa Radio: fue cerrada en el 2015, ya que el dueño de la emisora era colombiano y no tenía los papeles en regla de la ciudadanía venezolana ni por la legalización de la concesión, por lo que fue expulsado del país y la emisora fue cerrada, aunque mudaría de frecuencia en el lado colombiano. Un año después, sería reactivada en el lado colombiano, y hoy opera como una estación propia de Blu Radio.

- 105.1 FM - Frecuencia de Radio Luz: La frecuencia fue cerrada por órdenes de Conatel, aunque mudaría de dial a la 103.7 FM como La Voz Internacional, fue reactivada en el lado colombiano y actualmente está en proceso de convertirse en el nuevo dial de Radiónica.

## Clima
| Parámetros climáticos promedio de San Antonio del Táchira, Venezuela | Parámetros climáticos promedio de San Antonio del Táchira, Venezuela | Parámetros climáticos promedio de San Antonio del Táchira, Venezuela | Parámetros climáticos promedio de San Antonio del Táchira, Venezuela | Parámetros climáticos promedio de San Antonio del Táchira, Venezuela | Parámetros climáticos promedio de San Antonio del Táchira, Venezuela | Parámetros climáticos promedio de San Antonio del Táchira, Venezuela | Parámetros climáticos promedio de San Antonio del Táchira, Venezuela | Parámetros climáticos promedio de San Antonio del Táchira, Venezuela | Parámetros climáticos promedio de San Antonio del Táchira, Venezuela | Parámetros climáticos promedio de San Antonio del Táchira, Venezuela | Parámetros climáticos promedio de San Antonio del Táchira, Venezuela | Parámetros climáticos promedio de San Antonio del Táchira, Venezuela | Parámetros climáticos promedio de San Antonio del Táchira, Venezuela |
| Mes                                                                  | Ene.                                                                 | Feb.                                                                 | Mar.                                                                 | Abr.                                                                 | May.                                                                 | Jun.                                                                 | Jul.                                                                 | Ago.                                                                 | Sep.                                                                 | Oct.                                                                 | Nov.                                                                 | Dic.                                                                 | Anual                                                                |
| -------------------------------------------------------------------- | -------------------------------------------------------------------- | -------------------------------------------------------------------- | -------------------------------------------------------------------- | -------------------------------------------------------------------- | -------------------------------------------------------------------- | -------------------------------------------------------------------- | -------------------------------------------------------------------- | -------------------------------------------------------------------- | -------------------------------------------------------------------- | -------------------------------------------------------------------- | -------------------------------------------------------------------- | -------------------------------------------------------------------- | -------------------------------------------------------------------- |
| Temp. máx. media (°C)                                                | 30.0                                                                 | 30.0                                                                 | 30.6                                                                 | 30.6                                                                 | 31.7                                                                 | 31.1                                                                 | 31.7                                                                 | 32.2                                                                 | 32.8                                                                 | 32.2                                                                 | 30.6                                                                 | 30.0                                                                 | 31.1                                                                 |
| Temp. mín. media (°C)                                                | 20.6                                                                 | 20.6                                                                 | 21.1                                                                 | 21.7                                                                 | 22.2                                                                 | 22.8                                                                 | 22.8                                                                 | 22.8                                                                 | 22.2                                                                 | 21.7                                                                 | 21.1                                                                 | 20.6                                                                 | 21.7                                                                 |
| Precipitación total (mm)                                             | 35.6                                                                 | 38.1                                                                 | 48.3                                                                 | 109.2                                                                | 81.3                                                                 | 35.6                                                                 | 25.4                                                                 | 25.4                                                                 | 55.9                                                                 | 119.4                                                                | 111.8                                                                | 71.1                                                                 | 756.9                                                                |
| Fuente: The Weather Channel Interactive, Inc. marzo de 2009          |                                                                      |                                                                      |                                                                      |                                                                      |                                                                      |                                                                      |                                                                      |                                                                      |                                                                      |                                                                      |                                                                      |                                                                      |                                                                      |

## Ciudades Hermanas
- Ureña, Táchira, Venezuela
- Capacho, Táchira, Venezuela
- Rubio, Táchira, Venezuela
- San Cristóbal, Táchira, Venezuela
- Villa del Rosario, Norte de Santander, Colombia
- San José de Cúcuta, Norte de Santander, Colombia